# Claude Landini
Claude Landini (* 1. März 1926 in Genf; † 30. Mai 2021 ebenda) war ein Schweizer Basketballspieler.

## Biografie
Claude Landini kam als Sohn eines italienischen Vaters und einer französischstämmigen Mutter in Genf zur Welt. In den 1940er Jahren war er Gründungsmitglied von Jonction Genève und für diesen als Spielertrainer aktiv. Landini arbeitete zu dieser Zeit als Chemiker. Zusammen mit Claude Chevalley, Jean Tribolet und Henri Baumann war er einer von vier Spielern seines Clubs, welche für die Schweizer Nationalmannschaft bei den Olympischen Sommerspielen 1948 in London nominiert wurden. In der Vorrunde unterlag das Schweizer Team in allen Spielen, konnte jedoch in der Platzierungsrunde gegen Irland den einzigen Sieg verbuchen und belegte im Endklassement den 21. Rang.
Nach den Spielen 1948 folgte Landinis erfolgreichste Zeit, als er mit Jonction Genève zwischen 1951 und 1957 sechsmal in Folge Schweizer Meister wurde. Auch für die Olympischen Sommerspiele 1952 in Helsinki war Landini als Teil der Schweizer Mannschaft vorgesehen. Da seine Frau jedoch schwanger war, entschied er sich nicht mit nach Finnland zu reisen.
Nach seiner aktiven Laufbahn war Landini als Trainer aktiv und spielte bis in die 1990er Jahre bei den Senioren weiter Basketball. Sein Sohn Pierre-Alain wurde in den 1970er Jahren Basketballspieler auf Amateurebene. Sein anderer Sohn Gilles Landini wurde Pianist.